# Skyclad
Skyclad is een Britse heavymetalband met veel folk-invloeden in hun muziek. De band wordt vaak gezien als een van de grondleggers van de folkmetal.

## Biografie
Nadat zanger Martin Walkier de band Sabbat verlaat vanwege een discussie met gitarist Andy Sneap over de inhoud van teksten en welke richting deze zouden moeten volgen, begint hij in 1990 samen gitarist Steve Ramsey de band Skyclad. Het doel van de twee was om de ultieme pagan metal band samen te stellen (waarbij in het begin zelfs nog werd gedacht aan het idee om uitgedost te gaan in traditionele Robin Hood-kledij, maar dit soort ideeën gingen al gauw overboord), de band werd uitgebreid met bassist Graeme English en drummer Keith Baxter en hun eerste plaat The Wayward Sons Of Mother Earth werd opgenomen en uitgebracht in 1991 door de platenmaatschappij Noise International.
Door de komst van een tweede gitarist Dave Pugh en violiste Fitha Jenkins beluisterde de opvolger A Burnt Offering For The Bone Idol (1992) zich al meer in de richting van folkmetal.
De band had aan het begin van zijn ontstaan een productieve gehalte, met Jonah's Ark (1993) en Prince Of The Poverty Line (1994). Cath Howell vervangt Fritha Jenkins en Cath is alweer vervangen voor violiste Georgina Biddle wanneer The Silent Whales Of The Lunar Sea (1995) verschijnt, waarna zowel Keith Baxter als Dave Pugh de band verlaten. Niet in staat om te toeren schrijft en neemt de band binnen één jaar twee albums op, Irrational Anthems en Oui Avant-Garde á Chance, beide met studio drummers. In 1997 verscheen The Answer Machine? terwijl de band nog steeds geen drummer had, maar drummer Jay Grayham en gitarist Kevin Ridley (die ook de producer van de band is) versterken de band in 1998 op tijd om Vintage Whine op te nemen en in 1999 uit te brengen. De band bleef in deze formatie voor het opnemen van Folkémon (2000). Maar medeoprichter Martin Walkyier verlaat de band in 2001, waarbij hij verschillende redenen geeft voor zijn vertrek, waaronder financiële moeilijkheden, waarmee de onwilligheid van de band om in Zuid-Amerika te toeren vanwege veiligheidsoverwegingen de laatste druppel voor hem zijn. Hoewel andere bandleden opgemerkt hebben dat zijn assertieve persoonlijkheid een grote bijdrage had aan de instabiele groepsbezetting.
Voor vele fans zijn de teksten die Walkyier schrijft en de manier waarop hij deze brengt een van de grote aantrekkingskrachten tot de band.

## Betekenis van de naam
De band ontleent zijn naam uit de oefeningen voor rituele naaktheid van de wiccareligie, waar rituelen worden uitgevoerd waarin de deelnemers letterlijk in lucht gekleed gaan, als een teken van gelijkheid. De naam herbergt zowel de religieuze als sociale overtuigingen binnen de band, zoals deze ook ter sprake komen binnen het gelijknamige nummer ‘Skyclad' dat op hun eerste album staat.

## Inhoud van de songteksten
Skyclad zou haast als een protest band omschreven kunnen worden. Binnen de teksten wordt een brede variëteit aan maatschappelijke en hedendaagse thema’s aangesneden alsook persoonlijke problemen, zoals armoede, drugs, milieu en omgeving, politiek, achteruitgang van het straatbeeld in steden, paganisme, samenleving en de commerciële invloed. De band staat bekend om het verbergen van de boodschap in een nummer door middel van zins- en woordspelingen.
Een voorbeeld hiervan is het album The Silent Whales of Lunar Sea. Letterlijk is de titel te vertalen als "De Stille Walvissen van de Maanzee". De afbeelding op de CD-hoes toont ook een close-up van een maanlandschap, waarbij in de kraters vormen van walvissen te herkennen zijn. Uitgesproken klinkt de titel echter vrijwel hetzelfde als "The silent wails of lunacy", wat zoiets betekent als "Het stille gejammer van de waanzin". Bij nadere bestudering blijkt in het maanlandschap op de CD-hoes ook een waanzinnig schreeuwende man te herkennen.
Een ander voorbeeld is het album Oui Avant-Garde á Chance. Deze titel klinkt Frans, maar heeft geen zinvolle betekenis in deze taal ("Ja, voorhoede van toeval"). De uitspraak komt echter overeen met het Engelse "We Haven't Got a Chance" - "We Maken Geen Enkele Kans".

## Uitgebrachte albums
1. The Wayward Sons of Mother Earth (1990)
2. A Burnt Offering for the Bone Idol (1991)
3. Tracks From the Wilderness (1992), mini-cd
4. Jonah's Ark (1993)
5. Prince of the Poverty Line (1994)
6. The Silent Whales of Lunar Sea (1995)
7. Old Rope. (1996), compilatie-cd
8. Irrational Anthems (1996)
9. Oui Avant-Garde á Chance (1996)
10. The Answer Machine? (1997)
11. Vintage Whine (1999)
12. Folkemón (2000)
13. History Lessons (2001), compilatie
14. Another Fine Mess (2001), livealbum
15. No Daylights... Nor Heeltaps (2002)
16. A Semblance of Normality (2004)
17. Jig-A-Jig (2006), mini-cd
18. In the... All Together (2009)
19. A bellyful of Emptiness: The Very Best of the Noise Years 1991-1995 (2016), compilatie
20. Forward Into The Past (2017)